# Automator
Automator ist ein Programm von Apple, das standardmäßig mit dem Betriebssystem Mac OS X ab der Version 10.4 ausgeliefert wird. Automator dient dazu, Routineaufgaben automatisiert ablaufen zu lassen. Das Programm übernimmt so in gewisser Weise die Funktionen eines Roboters, was auch durch das Programmsymbol verdeutlicht wird.
Vor Automator mussten diese Abläufe mit AppleScript durchgeführt werden, wofür zumindest elementare Programmierkenntnisse erforderlich sind. Auf Basis eines einfachen und intuitiven Assistenten können mit Automator Befehle aneinandergereiht und so sequentiell abgearbeitet werden. Eine Vielzahl an Programmen bietet Standardaktionen, auf die in Automator zugegriffen werden kann.